# Военно-морские силы Румынии

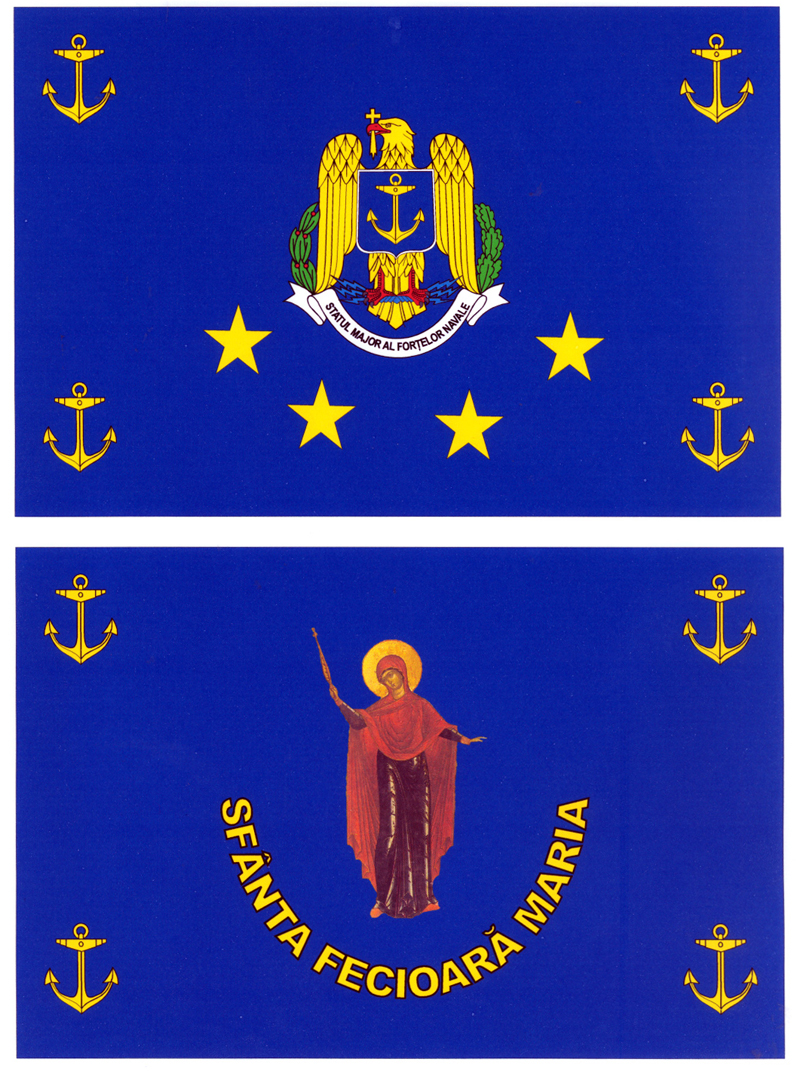
Флаг ВМС Румынии

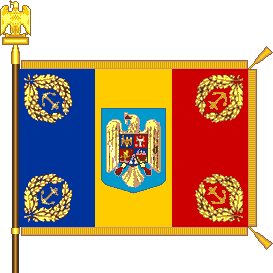
Боевое знамя ВМС Румынии

Военно-морские силы Румынии (рум. Forţele Navale Române) — один из видов вооружённых сил Румынии. В основном включают в себя военно-морской флот, морскую пехоту, части и подразделения специального назначения.

## История

### До Первой мировой войны
22 октября 1860 года речные силы двух провинций — Молдавии и Валахии были объединены и названы «Корпус флотилии». Первым командиром флотилии назначен полковник Николае Стериаде, а первой базой и штаб-квартирой был Измаил. Флаг флотилии включал традиционные цвета и символы флагов Молдавии и Валахии, а в 1861 году введена новая темно-синяя униформа. Также был утвержден новый флаг — горизонтальные полосы национальных цветов с гербом и надписью «Честь и отечество». В 1865 году во флотилии, базировавшейся в Брэиле, было 15 офицеров, 2 врача, 8 барабанщиков, 4 унтер-офицера, 23 гражданских служащих и 360 старшин и рядовых; корабельный состав — колёсный пароход «Румыния» и восемь речных канонерских лодок (канлодок), к которым в 1867 году добавили построенный в Линце второй пароход «Штефан чел Маре».
17 ноября 1872 года в Галаце учреждена первая школа для офицеров и младших офицеров. А в 1873 году флотилия получила первый современный корабль — канлодку «Фульджерул», построенную в Тулоне. В 1875 году флотилия пополнилась и минным катером «Рындуника», построенным на верфи Ярроу в Великобритании. С этими судами румынская флотилия вступила в Войну за независимость (так названа получила русско-турецкая война 1877—1878 годов в Румынии). С началом войны румынские корабли и катера переданы под командование русских. В экипажи входили румынские моряки, но командовали ими русские офицеры. Так катером «Рындуника», потопившим турецкий монитор «Сейфи», командовал лейтенант Дубасов, а в экипаже был румынский майор Мурджеску. В русской флотилии, кроме «Рындуники», были пароходы «Румыния» и «Штефан чел Маре», канлодка «Фульджерул» под именем «Великий князь Николай».
После конца войны румынские речные силы на Дунае, как и созданные морские силы, развивались. До начала Первой мировой войны реализованы (все не полностью) три кораблестроительные программы — 1883—1885 годов, 1886—1888 и 1906—1908 годов. Последняя из них позволила создать значительные речные военные силы на Дунае. В первом десятилетии XX века в строй вступили 4 сильнейших монитора типа «Ион Братиану», построенные в Австро-Венгрии на верфи в Триесте. В дополнение к ним в Англии заказаны восемь речных миноносцев, названных в честь участников Войны за независимость. Их ввели в строй флота 19 сентября 1907 года в Галаце. В 1908 году в составе речных сил Румынии уже свыше тридцати кораблей и катеров разных классов (4 монитора, канонерские лодки, миноноски, сторожевые катера, один полицейский пароход и семь моторных катеров полиции). Численность речных сил достигла 65 офицеров и 1212 нижних чинов.
Новая организация утверждена в 1896 году: военно-морские силы (Корпус флотилии, существовавший с 1860 года) реорганизованы, и образованы Морская дивизия (Divizia de Mare) и Дунайская дивизия (Divizia de Dunre).

### В Первой мировой войне
В начале XX века королевская Румыния была отсталой сельскохозяйственной страной, и 80 % румын в то время проживали вне её. По экономической причине принятую в 1899 году кораблестроительную программу (6 броненосцев береговой обороны, 4 больших и 12 малых миноносцев, 8 речных мониторов и 12 речных миноносцев) не выполнили (построено только 4 монитора водоизмещением по 680 тонн длиной 63,5 метра с пятью 120-мм и четырьмя 47-мм орудиями и 8 речных миноносцев по 51 тонне длиной 30,4 м со скоростью 18 узлов с одной 47-мм пушкой и двумя шестовыми минами). В 1912 году правительство Румынии утвердило новую программу строительства 6 легких крейсеров по 3500 тонн, 12 эсминцев по 1500 т и одной подводной лодки. Но до начала Первой мировой войны успели только заказать в Италии 4 эскадренных миноносца. Из них достроили всего два, вошедших в итальянский флот как «Спарвьеро» и «Ниббио». Переданные Румынии 1 июля 1920 года, они переименованы в «Марашти» и «Марашешти». Уже в ходе Первой мировой румыны заказали во Франции 3 подводные лодки типа «О’Бирн», но получить их не удалось.
В Первой Балканской войне Румыния оставалась нейтральной, во Второй она воевала с Болгарией, что позволило ей расширить свою территорию присоединением Силистрии. С началом Первой мировой войны Румыния поддерживала Антанту, но объявила войну Австро-Венгрии и Болгарии только 27 августа 1916 года и вскоре потерпела сокрушительное поражение на суше.
Непосредственно к началу первой мировой войны, в августе 1914 года военный флот Румынии насчитывал четыре 560-тонных канонерки, четыре старых миноносца, восемь минных катеров и ещё несколько устаревших судов.
Наиболее боеспособным соединением румынского флота была Дунайская флотилия, активно участвовавшая в боевых действиях. Корабли, базировавшиеся в черноморских портах, боевого значения не имели. Пользу принесли лишь бывшие пассажирские пароходы, переданные ВМФ России и превращенные во вспомогательные крейсера («Романия», «Дакия», «Император Траян», «Реджеле Карол I»).

### Во Второй мировой войне
К 1941 году Военно-морские силы Румынии состояли из морской и дунайской дивизий. Морская дивизия Румынии к началу войны имела 2 вспомогательных крейсера, 4 эскадренных миноносца, 3 миноносца, подводную лодку, 3 канонерские лодки, 3 торпедных катера, 13 тральщиков и несколько минных заградителей. Дунайская дивизия имела 7 мониторов, 3 плавучие батареи, 2 броне и 4 сторожевых катера, группу батарей и 3 батальона морской пехоты. В подчинении командования румынских ВМС была двухэскадрильная флотилия гидросамолётов (38 гидросамолетов) и одна эскадрилья истребителей ПВО военно-морской базы Констанца. Немецкая гидроавиация на Чёрном море к началу войны с 8-й спасательной эскадрильей (6 Не 59), самолеты которой привлекали и к ближней разведке и поиску подводных лодок. В начале ноября 41-го с Балтийского моря на Чёрное перебросили штаб и две эскадрильи 125-й морской разведывательной авиагруппы (около 20 Ar196, BV138, Ar95A-1). Как ударную авиацию над морем использовали эскадры бомбардировщиков немецкого 4-го воздушного флота. В 4-м немецком авиакорпусе, поддерживавшим 11-ю армию, соединения в Донбассе и одновременно действовавшего против Черноморского флота в 1941 году, было от 300 (во время боев на Перекопе) до 100 (во время 2-го штурма Севастополя) боевых самолётов, в том числе 200-60 бомбардировщиков. Они были постоянно заняты поддержкой сухопутных войск и потому, как правило, наносили удары по морским целям, только если те находились в прибрежной полосе. Исключение — авиагруппа II/KG4, специально назначенная для минных постановок на Чёрном море. Но в начале июля 1941 года она была переброшена во Францию. Лишь во 2-й половине августа немецкое командование выделило для действий на театре два специальных ударных части — торпедоносные эскадрильи 1/KG 28 (действовала на Чёрном море до конца ноября 1941 года) и 6/KG 26.
Ещё в июле 1940 года во время напряжения советско-румынских отношений из-за присоединения к СССР Бессарабии румынское правительство объявило о минировании территориальных вод на подходах к Сулине и Констанце. Мины у Сулины ставили в июле 1940 года, январе и июне 1941 года, у Констанцы — 15-19 июня 1941 года. У главной базы румынского флота создана целая минно-артиллерийская позиция: пять минных заграждений включали 1000 мин и 1797 минных защитников, дивизион береговых батарей — шесть 280-мм (немецкие), шесть 152-мм и четыре 120-мм пушки. Хотя мины и минные защитники и периода Первой мировой войны, поставленные с достаточно густо (каждое заграждение из двух рядов мин и двух рядов защитников; интервал между минами в ряду — 100 м, защитниками — 50 м), они были серьёзным препятствием при попытке атаки базы.
До конца июля 1941 года ВВС Черноморского флота (ВВС ЧФ) сделали около 650 вылетов бомбардировщиков, но потеряли 22 ДБ-3, 17 СБ и Пе-2. Румынский флот потерял незначительно, больше в Констанце пострадали нефтяные терминалы и портовые сооружения. Некоторый успех у черноморских лётчиков в налетах на дунайские порты, где ими потоплен румынский минный заградитель «Аурора» и несколько речных судов. На Плоешти морским авиаторам удалось нанести более серьезный ущерб — там было уничтожено около 200 тыс. т нефтепродуктов, а для полного восстановление разрушений требовалось полгода. 10 и 13 августа 1941 года ВВС ЧФ бомбили Чернаводский мост через Дунай, под которым был нефтепровод из Плоешти в Констанцу. От удара истребителей-бомбардировщиков И-16, доставлявшихся к объекту удара под крыльями тяжёлых бомбардировщиков ТБ-3, разрушены две фермы моста. Нефтепровод надолго вышел из эксплуатации, отчего румынам пришлось на некоторое время перенести пункт приёма румынской нефти итальянскими танкерами в Варну.
Румынские торпедные катера в августе-октябре 1941 года сделали шесть выходов парами к Одессе и сделали одну торпедную атаку по дозорному кораблю, эта атака даже не зафиксирована советской стороной. В целом ситуация на советских коммуникациях на Чёрном море в кампании 1941 года: слабоохраняемые суда использовались интенсивно и в основном справились с задачами. Малочисленные силы противника действовали на коммуникациях эпизодически, а румынские ВМС и неэффективно и не могли серьёзно повлиять на перевозки.
Столь же слабы оказались и действия румынских подводных лодок. В началу войны в строю была только одна «Дельфинул», выполнившая в 1941 году 7 и в 1942 году — 2 подводных боевых похода, в которых только один раз атаковала торпедами советские корабли (которые эту атаку даже не заметили). Вступившие в строй в апреле 1944 года подлодки «Рекинул» и «Марсуинул» выполнили соответственно 2 и 1 боевые походы, даже не пытаясь атаковать советские корабли.
Опасаясь потерь транспортов от ВВС ЧФ, командование румын до начала войны сосредоточило подавляющее большинство судов в портах нейтральной Болгарии. В результате на момент начала войны в Варне 14, а в Бургасе — пять судов тоннажем более 500 брт. В Констанце были лишь два крупных судна, одно перестраивали в минный заградитель, другое — в корабль-ловушку.

##### Победы ВМС Румынии во Второй мировой войне
| Название         | Дата                      | Примечания |                  |                  |                  |
| Эсминцы и лидеры | Эсминцы и лидеры          | Эсминцы и лидеры | Эсминцы и лидеры | Эсминцы и лидеры | Эсминцы и лидеры |
| ---------------- | ------------------------- | --- | ---------------- | ---------------- | ---------------- |
| Москва           | 26 июня 1941 года         | Советский лидер проекта 1 во время рейда на Констанцу подорвался на минах, выставленных заградителями Amiral Murgescu, Regele Carol I и Aurora   |                  |                  |                  |
| Подводные лодки  |                           | |                  |                  |                  |
| Щ-206            | 9 июля 1941 года          | Советская ПЛ типа «Щука» предположительно потоплена близ Мангалии миноносцем Năluca и катерами Viforul и Vijelia                                 |                  |                  |                  |
| М-58             | 18 октября 1941 года      | Советская ПЛ типа «Малютка» возле Констанцы подорвалась на минах, выставленных заградителями Amiral Murgescu, Regele Carol I и Aurora            |                  |                  |                  |
| М-34             | 30 октября 1941 года      | Возле Констанцы подорвалась на минах, выставленных заградителями Amiral Murgescu, Regele Carol I and Aurora                                      |                  |                  |                  |
| С-34             | 12 ноября 1941 года       | Советская ПЛ типа «Средняя» возле мыса Эмине подорвалась на минах, выставленных заградителями Amiral Murgescu, Regele Carol I и Dacia            |                  |                  |                  |
| Щ-211            | 16 ноября 1941 года       | возле Варны подорвалась на минах, выставленных заградителями Amiral Murgescu, Regele Carol I и Dacia                                             |                  |                  |                  |
| М-59             | 17 декабря 1941 года      | Потоплена возле Жебрияны эсминцем Regele Ferdinand                                                                                               |                  |                  |                  |
| Щ-210            | 12 или 15 марта 1942 года | Близ Шаблы подорвалась на минах, выставленных заградителями Amiral Murgescu, Regele Carol I и Dacia                                              |                  |                  |                  |
| М-33             | 24 августа 1942 года      | Близ Одессы подорвалась на минах, выставленных заградителями Amiral Murgescu и Dacia                                                             |                  |                  |                  |
| Щ-208            | 26 августа 1942 года      | Возле Констанцы подорвалась на минах, выставленных заградителями Amiral Murgescu, Regele Carol I и Aurora                                        |                  |                  |                  |
| М-60             | 26 сентября 1942 года     | Возле Одессы подорвалась на минах, выставленных заградителями Amiral Murgescu and Dacia                                                          |                  |                  |                  |
| М-118            | 1 октября 1942 года       | Возле мыса Бурнас потоплена глубинными бомбами канонерских лодок Гикулеску и Стихи                                                               |                  |                  |                  |
| Щ-213            | 14 октября 1942 года      | Возле Констанцы подорвалась на минах, выставленных заградителями Amiral Murgescu, Regele Carol I и Aurora                                        |                  |                  |                  |
| Щ-212            | 11 декабря 1942 года      | Возле острова Змеиный подорвалась на минах, выставленных заградителями Amiral Murgescu и Dacia                                                   |                  |                  |                  |
| Л-24             | 15 декабря 1942 года      | Советская ПЛ типа «Ленинец» возле Шаблы подорвалась на минах, выставленных заградителями Amiral Murgescu, Regele Carol I и Dacia                 |                  |                  |                  |
| М-31             | 17 декабря 1942 года      | близ острова Змеиный предположительно подорвалась на минах, либо была потоплена морскими охотниками                                              |                  |                  |                  |
| Л-6              | 18/21 апреля 1944 года    | Потоплена между Констанцей и Севастополем глубинными бомбами румынской канонерской лодки Гикулеску и немецких охотников UJ-104 18 либо 21 апреля |                  |                  |                  |

## Организация
Главный штаб военно-морских сил (рум. Statul Major al Forţelor Navale)
- Управление флота (рум. Comandamentul Flotei)

- Флотилия фрегатов (рум. Flotila de fregate)

- Вертолётная группа (рум. Grupul de elicoptere)

- ICA-Brasov IAR-316B (3)

- ICA-Brasov IAR-330 (6)

- 150-й дивизион ракетных кораблей (рум. Divizionul 150 rachete navale)

- 50-й дивизион корветов (рум. Divizionul 50 corvete)

- 146-й дивизион минных заградителей и тральщиков (рум. Divizionul 146 nave minare — deminare)

- 110-й батальон связи и информатики (рум. Batalionul 110 comunicaţii şi informatică)

- Речная служба (рум. Serviciul fluvial)

- 67-й дивизион артиллерийских кораблей (рум. Divizionul 67 nave purtătoare de artilerie)

- 88-й дивизион речных сторожевых катеров (рум. Divizionul 88 vedete fluviale)

- Военно-морская академия «Мирча чел Бэтрын» (рум. Academia Navală «Mircea cel Bătrân»)
- Школа применения ВМС «Вице-адмирал Константин Бэлеску» (рум. Şcoala de Aplicaţie a Forţelor Navale «Viceamiral Constantin Bălescu»)
- Военная школа специалистов ВМФ «Адмирал И. Мургеску» (рум. Şcoala Militară de Maiştri a Forţelor Navale «Amiral I. Murgescu»)
- Военно-морская база (рум. Baza navală)

- Дивизион специальных кораблей (рум. Divizionul Nave Speciale)

- 338-й морской технический центр обслуживания (рум. Centrul 338 Mentenanţă Tehnică Navală)

- 335-я секция материально-технического обеспечения Мангалия (рум. Secţia 335 Logistică Mangalia)

- 329-секция материально-технического обеспечения Брэила (рум. Secţia 329 Logistică Brăila)

- 330-секция материально-технического обеспечения Констанца (рум. Secţia 330 Logistică Constanţa)

- 325-секция материально-технического обеспечения Тулча (рум. Secţia 325 Logistică Tulcea)

- Водолазный центр (рум. Centrul de scafandri)
- Радиоэлектронный и наблюдательный центр «Каллатис» (рум. Centrul radioelectronic şi observare «Callatis»)
- Информационный центр (рум. Centrul de informatică)
- Центр профессиональной подготовки, моделирования и оценки (рум. Centrul de instruire, simulare şi evaluare)
- Морское гидрографическое управление (рум. Direcţia hidrografică maritimă)
- Морской медицинский центр (рум. Centrul de medicină navală)
- 307-й батальон морской пехоты (рум. Batalionului 307 Infanterie Marină)
- Батальон Главного штаба и обслуживания (рум. Batalionul stat major şi deservire)

## Пункты базирования
- ВМБ Констанца
- ВМБ Мангалия

## Боевой состав

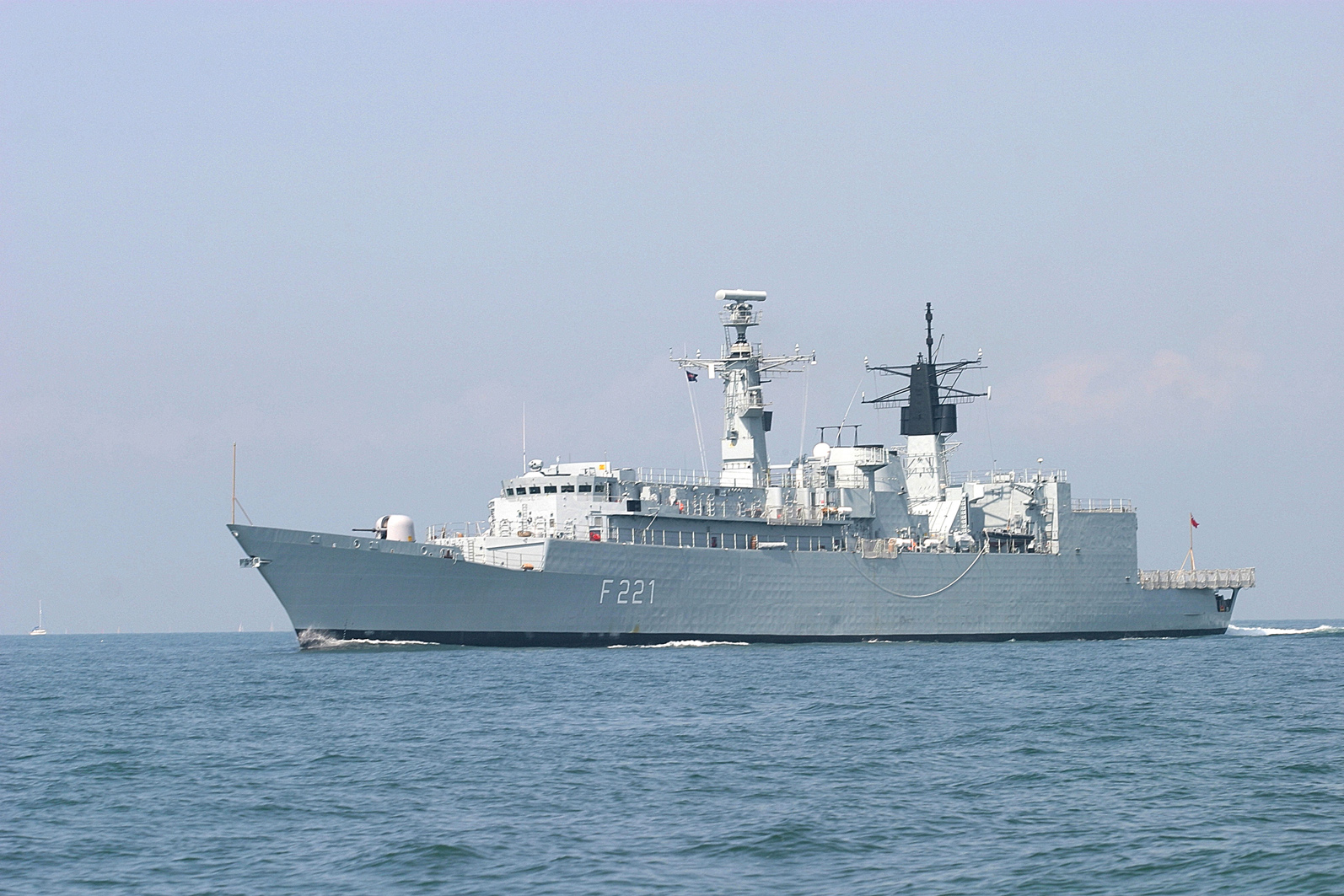
Фрегат «Редже́ле Фердина́нд». 2004

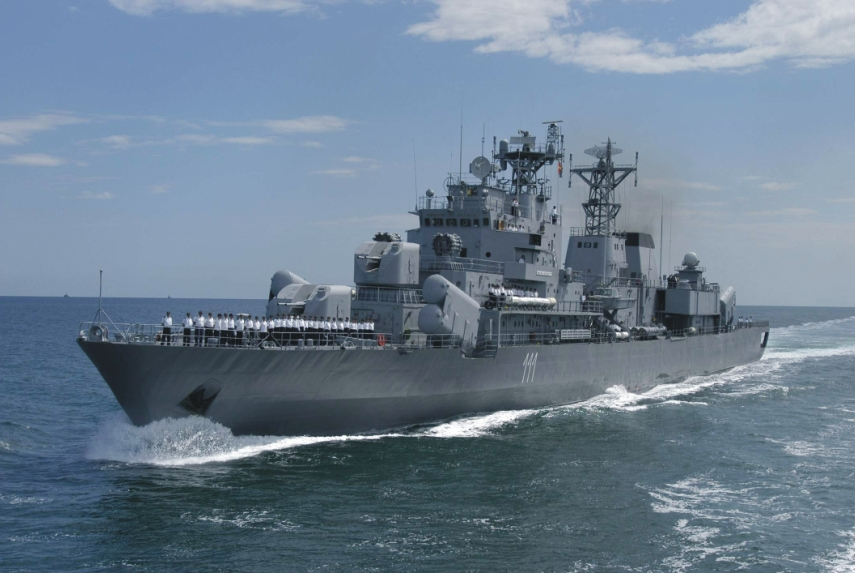
Фрегат «Мэрэшешти». 2006 год

### Военно-морской флот
| Тип                                                    | Борт. №         | Наименование                      | В составе флота         | Состояние               | Примечания                             |
| Подводные лодки                                        | Подводные лодки | Подводные лодки                   | Подводные лодки         | Подводные лодки         | Подводные лодки                        |
| ------------------------------------------------------ | --------------- | --------------------------------- | ----------------------- | ----------------------- | -------------------------------------- |
| подводная лодка проекта 877Э                           | 581             | «Дэльфи́нул»                       | с 19 сентября 1986 года | на хранении с 1996 года | бывший Б-801                           |
| Фрегаты                                                |                 |                                   |                         |                         |                                        |
| Фрегат типа 22                                         | F 221           | «Редже́ле Фердина́нд»               | с 9 сентября 2004 года  | В строю                 | бывший HMS Coventry (F98)              |
| Фрегат типа 22                                         | F 222           | «Реджи́на Ма́рия»                   | с 21 апреля 2005 года   | В строю                 | бывший HMS London (F95)                |
| Фрегат «Мэрэшешти»                                     | 111             | «Мэрэшешти»                       | с 3 июня 1985 года      | В строю                 |                                        |
| Корветы                                                |                 |                                   |                         |                         |                                        |
| Корвет проекта 1048 (по коду НАТО Tetal I [Тетал])     | 260             | «Amiral Petre Bărbuneanu»         | 1983                    | В строю                 |                                        |
| Корвет проекта 1048 (по коду НАТО Tetal I [Тетал])     | 263             | «Viceamiral Eugen Roşca»          | 1987                    | В строю                 |                                        |
| Корвет проекта 1048М (по коду НАТО Tetal II [Тетал-2]) | 264             | «Contraamiral Eustaţiu Sebastian» | 1989                    | В строю                 |                                        |
| Корвет проекта 1048М (по коду НАТО Tetal II [Тетал-2]) | 265             | «Contraamiral Horia Măcelaru»     | 1996                    | В строю                 |                                        |
| Ракетные катера                                        |                 |                                   |                         |                         |                                        |
| Ракетный катер проекта 1241                            | 188             | «Zborul»                          | с 28 декабря 1989 года  | В строю                 |                                        |
| Ракетный катер проекта 1241                            | 189             | «Pescăruşul»                      | с 3 июня 1989 года      | В строю                 |                                        |
| Ракетный катер проекта 1241                            | 190             | «Lăstunul»                        | с 27 декабря 1991 года  | В строю                 |                                        |
| Ракетный катер проекта 205                             | 202             | «Smeul»                           | с 3 декабря 1964 года   | В строю                 |                                        |
| Ракетный катер проекта 205                             | 204             | «Vijelia»                         | с 27 декабря 1964 года  | В строю                 |                                        |
| Ракетный катер проекта 205                             | 209             | «Vulcanul»                        | с 4 ноября 1964 года    | В строю                 |                                        |
| Минные корабли                                         |                 |                                   |                         |                         |                                        |
| Морской тральщик                                       | 24              | «Locotenent Remus Lepri»          | с 1 июля 1986 года      | В строю                 |                                        |
| Морской тральщик                                       | 25              | «Locotenent Lupu Dinescu»         | 3 июня 1989 года        | В строю                 |                                        |
| Морской тральщик                                       | 29              | «Locotenent Dimitrie Nicolescu»   | 3 июня 1989 года        | В строю                 |                                        |
| Морской тральщик                                       | 30              | «Slt. Alexandru Axente»           | 10 декабря 1989 года    | В строю                 |                                        |
| Минный заградитель                                     | 274             | «Viceamiral Constantin Bălescu»   | 16 ноября 1981 года     | В строю                 |                                        |
| Вспомогательные корабли                                |                 |                                   |                         |                         |                                        |
| Корабль обеспечения                                    | 281             | «Констанца»                       | 26.02.1982              | Списан                  | Используется как стационарная плавбаза |
| Учебные корабли                                        |                 |                                   |                         |                         |                                        |
| Барк                                                   |                 | «Mircea»                          | с 17 мая 1938 года      | В строю                 |                                        |

## Флаги кораблей и судов
| Флаг | Гюйс | Вымпел боевых кораблей |
| ---- | ---- | ---------------------- |
|      |      |                        |

## Знаки различия

### Адмиралы и офицеры
| Категории               | Адмиралы      | Адмиралы   | Адмиралы     | Адмиралы                | Старшие офицеры    | Старшие офицеры    | Старшие офицеры     | Младшие офицеры   | Младшие офицеры   | Младшие офицеры |
| ----------------------- | ------------- | ---------- | ------------ | ----------------------- | ------------------ | ------------------ | ------------------- | ----------------- | ----------------- | --------------- |
| Погон                   |               |            |              |                         |                    |                    |                     |                   |                   |                 |
| Нарукавный знак         |               |            |              |                         |                    |                    |                     |                   |                   |                 |
| Румынское звание        | Amiral        | Viceamiral | Contraamiral | Contraamiral de flotila | Comandor           | Capitan-comandor   | Locotenent-comandor | Capitan           | Locotenent        | Aspirant        |
| Российское соответствие | Адмирал флота | Адмирал    | Вице-адмирал | Контр-адмирал           | Капитан 1-го ранга | Капитан 2-го ранга | Капитан 3-го ранга  | Капитан-лейтенант | Старший лейтенант | Лейтенант       |

### Специалисты
| Категории               | Подофицеры                | Подофицеры              | Подофицеры              | Подофицеры                   | Сержанты                |
| ----------------------- | ------------------------- | ----------------------- | ----------------------- | ---------------------------- | ----------------------- |
| Погон                   |                           |                         |                         |                              |                         |
| Нарукавный знак         |                           |                         |                         |                              |                         |
| Румынское звание        | Maistru Militar Principal | Maistru Militar clasa 1 | Maistru Militar clasa 2 | Maistru Militar clasa 3      | Maistru Militar clasa 4 |
| Российское соответствие | Старший мичман            | Мичман                  | нет                     | Главный корабельный старшина | Главный старшина        |

### Знаки на головные уборы

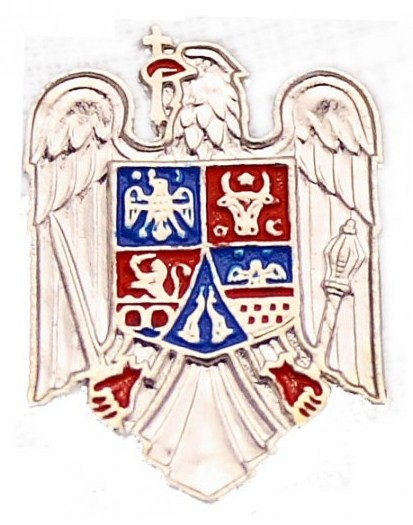
Общий знак
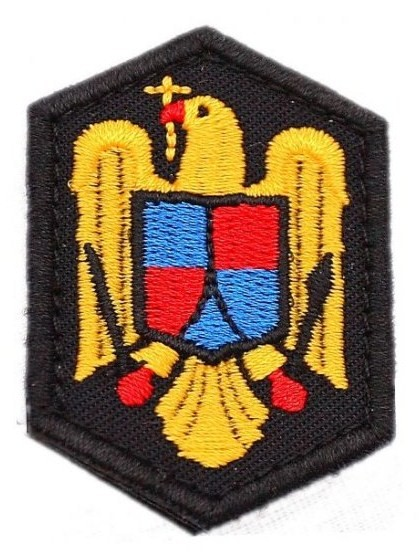
Знак на полевую шапку